# 皇帝站 (多倫多)
皇帝站，是一座多倫多地鐵央街－大學線車站，坐落加拿大安大略省多倫多市中心央街和皇帝街（King Street）的交界處，於1954年3月30日聯同央街線一起開幕。

## 歷史
皇帝站於1954年啟用，為多倫多第一條地鐵線的一部分，位於聯合車站和艾靈頓站之間。
車站原來的地址是央街70號（70 Yonge Street），多倫多公車局（TTC）的地圖上仍然使用這個地址，但TTC官網使用的地址為皇帝西街3號（3 King Street East）。這兩個地址都指向兩條街道的夾角，且不為任何附近的建築物使用。
鐵路建成時，車站北側的鐵路設置成了一個剪刀狀交叉，以便火車可以輕鬆地從一條軌道交叉到另一條軌道，但後來為降低維護成本，於1984年5月在軌道修復期間拆除。2012年，公車局決定恢復這個交叉，因為它令列車能夠在實施列車自動控制後在服務中斷期間折返（該狀況曾在2020年2月24日發生）。

## 接驳交通
下列由多倫多公車局營運的巴士和有軌電車線駛經皇帝站：
- 72號坡路巴士線（Pape）
- 97號央街巴士線（Yonge）
- 141號市中心－快樂山急行巴士線（Downtown/Mount Pleasant Express）
- 142號市中心－阿梵奴道急行巴士線（Downtown/Avenue Road Express）
- 143號市中心－湖灘區急行巴士線（Downtown/Beach Express）
- 144號市中心－當河谷急行巴士線（Downtown/Don Valley Express）
- 145號市中心－含伯灣急行巴士線（Downtown/Humber Bay Express）
- 320號央街深宵巴士線（Yonge）
- 503號京士頓道有軌電車線（Kingston Road）
- 504號皇帝街有軌電車線（King）
- 508號湖濱有軌電車線（Lake Shore）
- 509號湖濱有軌電車線（Harbourfront）

## 外部連結
- （英文）TTC King Station（页面存档备份，存于）－多倫多公車局網站 皇帝站頁面